# Освета (филм из 2017)
Освета (енгл. Revenge) је француски акциони хорор филм из 2017. године, редитељке и сценаристкиње Корали Фаржа, са Матилдом Лац, Кевином Јансенсом, Винсентом Коломбом и Гиљамом Бушедом у главним улогама. Главни лик филма је девојка по имену Џенифер, коју нападају тројица мушкараца и остављају је да умре у пустињи. Међутим, она се опоравља и започиње своју крваву освету.
Филм је сниман током фебруара и марта 2017, у Мароку. Премијерно је приказан 11. септембра 2017. на Филмском фестивалу у Торонту. У биоскопима је почео да се приказује тек од фебруара 2018. Добио је бројне похвале, поготово за сценарио, режију, кинематографију и глумачки перформанс Матилде Лац. На сајтовима за прикупљање филмских рецензија, постоји осетна разлика између оцена критичара и публике. На пример, на Ротен томејтоузу, критичари су оценили Освету са 93%, а публика са 58%. Слична ситуација је и на Метакритику.

## Радња
Млада девојка по имену Џенифер, чланица вишег слоја друштва, је у тајној љубавној вези са својим комшијом Ричардом, који је притом ожењен. Њих двоје одлазе у Ричардову изоловану кућу, која се налази усред пустиње. Убрзо им се прикључују Ричардови пријатељи, Стен и Димитри, с којима он иде у лов, што узнемирује Џенифер. 
Док је наредног јутра Ричард одсутан, Стен напада и силује Џенифер. Када се Ричард врати, она тражи од њега да је врати кући, што он одбија. Читава ситуација ескалира свађом у којој је Ричард гурне са литице. Приликом пада, Џенифер је прободена кроз стомак граном дрвета. Мисливши да је мртва, Ричард, Стен и Димитри одлазе са места злочина. Међутим, она успева да преживи, одлази до оближње пећине где каутеризује своју рану и опоравља се, а након тога започиње своју освету.

## Улоге
| Глумац          | Улога         |
| --------------- | ------------- |
| Матилда Лац     | Џенифер „Џен” |
| Кевин Јансенс   | Ричард        |
| Винсент Коломбе | Стен          |
| Гиљаме Бушед    | Димитри       |
| Жан-Луј Трибес  | Роберто       |